# 아드레날린 수용체

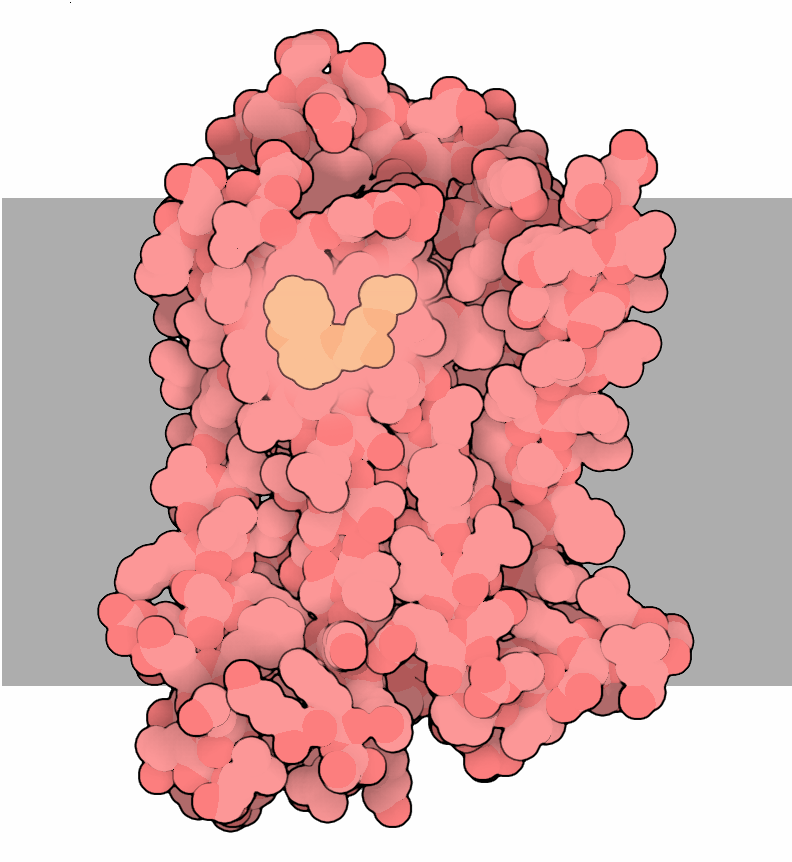
β_{2} 아드레날린 수용체는 세포외 부위에서 결합성 카라졸롤(노란색)을 보였다. β_{2}는 세포를 자극하여 에너지 생산과 이용을 증가시킨다. 수용체가 세포에 묶여 있는 막은 회색 줄무늬로 나타나 있다.

아드레날린 수용체(영어: adrenoceptor) 또는 아드레날린작동성 수용체(영어: adrenergic receptor)는 신체에 의해 생성된 노르에피네프린(노르아드레날린), 에피네프린(아드레날린)과 같은 많은 카테콜아민 뿐만 아니라 베타 차단제, β2 작용제, α2 작용제가 결합하는 G 단백질 연결 수용체의 한 종류이다.
많은 세포들이 이러한 수용체를 가지고 있으며, 카테콜아민과 수용체의 결합은 일반적으로 교감 신경계(SNS)를 자극한다. SNS는 투쟁-도피 반응에 관여하며, 이는 운동 또는 공포 유발 상황과 같은 긴급한 환경에 의해 유발된다. 이 반응은 동공을 확장시키고, 심박수를 높이며, 에너지를 동원하며, 비필수기관에서 골격근으로 혈류를 전환시킨다. 이러한 효과는 함께 물리적 성능을 순간적으로 향상시키는 경향이 있다.

## 역사
19세기 초, 교감 신경의 자극은 자극 조건(예: 독소의 유무)에 따라 신체 조직에 영향을 줄 수 있다는 데 동의했다. 20세기 전반에 걸쳐 이 현상을 설명하기 위한 두 가지 주요 제안이 이루어졌다.
1. 교감 신경 말단에서 방출 된 두 가지 유형의 신경 전달 물질이 있거나,
2. 단일 신경 전달 물질에 대해 (적어도) 두 가지 유형의 검출기 메커니즘이 존재한다.

첫 번째 가설은 Walter Bradford Cannon과 Arturo Rosenblueth에 의해 뒷받침되었다. 많은 실험을 해석 한 후, 두 가지 신경 전달 물질이 있다고 제안했다.
두 번째 가설은 1906년부터 1913년까지 Henry Hallett Dale이 아드레날린을 주사한 동물의 혈압을 조사했을 때에 발견했다. 보통 아드레날린은 이러한 동물들의 혈압을 증가시킨다. 비록, 만약 그 동물이 에르고톡신에 노출되었다면, 혈압은 낮아졌다. 그는 에르고톡신이 운동성 근위축의 선택적 마비(즉, 혈압을 증가시키는 경향)를 유발하여 정상적인 조건에서 부드러운 근육을 이완시키고 혈압을 떨어뜨리는 메커니즘을 포함한 혼합 반응이 있었음을 드러낼 것을 제안했다. 수축이나 이완을 일으키는 동일한 화합물을 가진 이 혼합 반응은 동일한 화합물에 대한 서로 다른 유형의 결합 반응으로 생각되었다.
이 실험 라인은 DT Marsh와 동료들을 포함한 몇몇 그룹에 의해 개발되었는데, 1948년 2월에 아드레날린과 구조적으로 관련된 일련의 화합물들도 다른 독소의 존재 여부에 따라 수축되거나 이완되는 효과를 나타낼 수 있다는 것을 보여주었다. 이것은 근육들이 동일한 화합물에 반응할 수 있는 두 가지 다른 메커니즘을 가지고 있다는 주장을 다시 뒷받침했다. 그 해 6월, 조지아 의과대학의 약학 교수인 레이먼드 알퀴스트는 아드레날린 신경 전달에 관한 논문을 발표했다. 그 속에서 그는 α 수용체와 β 수용체라고 하는 것 때문에 다른 반응들을 명시적으로 명명했고, 유일하게 교감적인 송신기는 아드레날린이라고 했다. 후자의 결론은 나중에 부정확한 것으로 밝혀졌지만(현재 노르아드레날린으로 알려져 있다.), 그의 수용체 명명법 및 단일 신경전달물질에 대한 두 가지 다른 유형의 검출기 메커니즘의 개념은 그대로 남아 있다. 1954년, 그는 자신의 연구 결과를 Drill's Pharmacology in Medicine이라는 교과서에 통합할 수 있었고, 그에 따라 아드레날린/노라드레날린 세포 메커니즘에서 α와 β 수용체 부위가 수행하는 역할을 알릴 수 있었다. 이러한 개념은 기존의 한약재의 효능에 대한 전통적인 연구에 의존하지 않고 특정 분자의 선택적 설계가 의료질환을 목표로 하는 것을 허용하면서 약리치료 연구의 진보를 혁신할 것이다.

## 유형

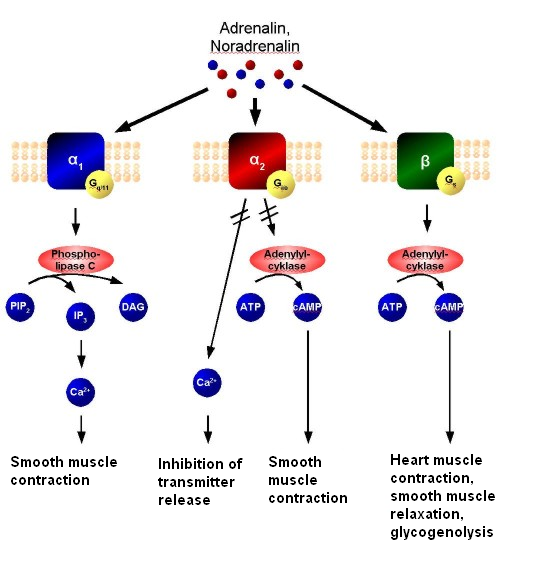
아드레날린 수용체의 메커니즘. 아드레날린 또는 노르아드레날린은 α1, a2 또는 β 아드레날린 수용체에 대한 수용체 리간드다. α1 커플은 Gq에 연결되며, 이는 세포내 Ca2+를 증가시키고, 그에 따른 원활한 근육 수축을 초래한다. 반면 α2는 신경전달물질 방출의 감소는 물론 cAMP 활동 감소로 인해 근육 수축이 원활히 일어나는 Gi와 결합한다. β 수용체는 Gs와 결합하고 세포내 cAMP 활동을 증가시켜 심장근육 수축, 원활한 근육 이완, 글리코젠 분해 등의 결과를 낳는다.

아드레날린 수용체의 두 가지 주요 그룹 인 α 및 β가 있으며 총 9 개의 하위 유형이 있다.
- α는 α1 (Gq 결합 수용체)과 α2 (Gi 결합 수용체)로 나뉜다.[7]
  - α1 은 3가지 하위 유형이 있다. : α1A, α1B, α1D
  - α2는 3가지 하위 유형이 있다. : α2A, α2B, α2C
- β는 β1, β2, β3으로 나뉜다. 모든 3에 결합된다 Gs 단백질과 결합하지만, β2와 β3도 Gi와 결합한다.

Gi와 Gs는 아데닐산 고리화효소와 연결되어 있다. 따라서 작용제 결합은 두 번째 전달자의 세포내 농도의 상승을 유발한다(Gi는 cAMP의 생산을 억제함). cAMP의 다운스트림 효과자는 cAMP 의존 단백질 인산화효소(PKA)를 포함하며, 호르몬 결합에 따른 세포 내 사건의 일부를 매개한다.

### 순환
에피네프린 (아드레날린)은 α 및 β 아드레날린 수용체와 반응하여 각각 혈관 수축 및 혈관 확장을 일으킨다. α 수용체는 에피네프린에 덜 민감하지만, 약리학 적 용량으로 활성화 될 때, β 아드레날린 수용체보다 말초 α 1 수용체가 더 많기 때문에 β 아드레날린 수용체에 의해 매개되는 혈관 확장을 무시한다. 결과적으로 높은 수준의 순환 에피네프린은 혈관 수축을 유발한다. 그러나, 관상 동맥에서는 그 반대가 되며, 여기서 β 2 반응이 α 1 보다 큰 반응을 보이며, 교감 자극이 증가함에 따라 전체적으로 팽창된다. 순환 에피네프린 (생리적 에피네프린 분비) 낮은 수준에서, β 아드레날린 수용체 자극 지배 에피네프린이 혈관 확장의 제조 상기 α 1 아드레날린 수용체보다 β 2 아드레날린 수용체에 대한 높은 친화성을 갖고 있기 때문에 말초 혈관 저항의 감소하였다.
에피네프린(아드레날린)은 α 아드레날린 수용체와 β 아드레날린 수용체에 반응하여 각각 혈관 수축과 혈관 이완을 일으킨다. α 수용체는 에피네프린에 덜 민감하지만, 약리학적 용량에서 활성화되면 β 아드레날린 수용체보다 말초 α1 수용체가 더 많기 때문에 β 아드레날린 수용체에 의해 매개되는 혈관조절보다 우선한다. 그 결과 높은 수준의 순환 에피네프린이 혈관 수축의 원인이 된다. 그러나 β2 반응이 α1보다 큰 관상동맥에서는 그 반대의 현상이 나타나므로 교감 자극이 증가하여 전체적인 팽창이 일어난다. 순환 에피네프린(생리학적 에피네프린 분비물)의 낮은 수준에서, 에피네프린은 α1 부신 수용체보다 β2 부신 수용체에 대한 친화력이 높기 때문에, 말초 혈관 저항의 감소에 따른 혈관 분비가 발생하기 때문에, β 아드레날린 수용체 자극이 지배한다.

### 하위 유형
민무늬근의 동작은 해부학적 위치에 따라 달라진다. 민무늬근 수축/완화 작용은 아래의 표와 같이 일반화된다. 한 가지 중요한 점은 심근에 비해 평활근에서 증가된 cAMP의 차등효과다. cAMP를 증가시키면 민무늬근의 이완을 촉진하는 동시에 심근의 수축성과 맥박수를 증가시킬 수 있다.
| Receptor   | Agonist potency order                        | Agonist action | Mechanism | Agonists | Antagonists |
| ---------- | -------------------------------------------- | --- | --- | --- | --- |
| α1 A, B, D | Norepinephrine > epinephrine >> isoprenaline | Smooth muscle contraction, mydriasis, vasoconstriction in the skin, mucosa and abdominal viscera & sphincter contraction of the GI tract and urinary bladder | G<sub id="mwtg">q</sub>: phospholipase C (PLC) activated, IP<sub id="mwuQ">3</sub>, and DAG, rise in calcium                 | (Alpha-1 agonists) - Noradrenaline - Phenylephrine - Methoxamine - Cirazoline - Xylometazoline - Midodrine - Metaraminol - Chloroethylclonidine                                                        | (Alpha-1 blockers) - Acepromazine - Alfuzosin - Doxazosin - Phenoxybenzamine - Phentolamine - Prazosin - Tamsulosin - Terazosin - Trazodone (TCAs) - Clomipramine - Doxepin - Trimipramine - Typical and atypical antipsychotics Antihistamines (H1 antagonists) - Hydroxyzine |
| α2 A, B, C | Epinephrine = norepinephrine >> isoprenaline | Smooth muscle mixed effects, norepinephrine (noradrenaline) inhibition, platelet activation                                                                  | G<sub id="mwAQw">i</sub>: adenylate cyclase inactivated, cAMP down                                                           | (Alpha-2 agonists) - Agmatine - Dexmedetomidine - Medetomidine - Romifidine - Clonidine - Chloroethylclonidine - Brimonidine - Detomidine - Lofexidine - Xylazine - Tizanidine - Guanfacine - Amitraz  | (Alpha-2 blockers) - Phentolamine - Yohimbine - Idazoxan - Atipamezole - Trazodone - Typical and atypical antipsychotics |
| β1         | Isoprenaline > norepinephrine > epinephrine  | Positive chronotropic, dromotropic and inotropic effects, increased amylase secretion                                                                        | G<sub id="mwAVE">s</sub>: adenylate cyclase activated, cAMP up                                                               | (β1-adrenergic agonist) - Dobutamine - Isoprenaline - Noradrenaline | (Beta blockers) - Metoprolol - Atenolol - Bisoprolol - Propranolol - Timolol - Nebivolol - Vortioxetine |
| β2         | Isoprenaline > epinephrine > norepinephrine  | Smooth muscle relaxation (bronchodilation for example) | G<sub id="mwAYI">s</sub>: adenylate cyclase activated, cAMP up (also G<sub id="mwAYY">i</sub>, see α<sub id="mwAYg">2</sub>) | (β<sub id="mwAY4">2</sub>-adrenergic agonist) - Salbutamol (Albuterol in USA) - Bitolterol mesylate - Formoterol - Isoprenaline - Levalbuterol - Metaproterenol - Salmeterol - Terbutaline - Ritodrine | (Beta blockers) - Butoxamine - Timolol - Propranolol - ICI-118,551 - Paroxetine |
| β3         | Isoprenaline > norepinephrine = epinephrine  | Enhance lipolysis, promotes relaxation of detrusor muscle in the bladder                                                                                     | G<sub id="mwAcI">s</sub>: adenylate cyclase activated, cAMP up (also G<sub id="mwAcY">i</sub>, see α<sub id="mwAcg">2</sub>) | (β<sub id="mwAc4">3</sub>-adrenergic agonist) - L-796568 - Amibegron - Solabegron - Mirabegron | (Beta blockers) - SR 59230A |

### α 아드레날린 수용체
α 아드레날린 수용체는 공통적인 작용을 하지만 개별 효과도 존재한다. 일반적인 작용은 다음과 같다.
- 혈관 수축[11]
- 위장관에서 민무늬근의 운동성 감소[12]

비염을 치료하는 데 서브타입 불특정 α 작용제(위의 작용 참조)를 사용할 수 있다(그들은 점액 분비를 감소시킴). 크롬친화세포종(노레피네프린에 의한 혈관확장 감소)을 치료하기 위해 아형 불특정 α 길항제를 사용할 수 있다.

#### α1아드레날린 수용체
α1 아드레날린 수용체는 Gq 단백질 연결 수용체 수퍼 패밀리의 구성원이다. 활성화 시, 이성질체 G 단백질인 Gq는 인산염 C(PLC)를 활성화한다. PLC는 phosphatidylinositol 4,5-bisphosphate(PIP2)를 분해하여 이노시톨삼인산(IP3)과 다이글리세라이드(DAG)의 증가를 일으킨다. 전자는 소포체의 칼슘 통로, 근소포체와 상호 작용하여 세포 속의 칼슘 함량을 변화시킨다. 이것은 뉴런의 분극화 이후 두드러진 느린 속도를 포함한 다른 모든 효과를 유발한다.
α1 아드레날린 수용체의 작용은 주로 민무늬근의 수축과 관련이 있다. 이것은 피부, 위장관계, 신장, 뇌를 포함한 많은 혈관에 혈관 수축의 원인이 된다. 민무늬근 수축의 다른 영역은 다음과 같다.
- 수뇨관
- 수정관
- 털 (기모근)
- 자궁 (임신시)
- 요도 괄약근
- 요로 상피와 점막 고유층[14]
- 미세 기관지
- 섬모의 혈관

작용에는 지방 조직과 간에서 나오는 글리코젠 분해와 포도당신생합성, 땀샘에서의 분비, 신장에서의 Na+ 재흡수도 포함된다.
α1 아드레날린 수용체의 길항제는 다음을 치료하는데 사용될 수 있다.
- 고혈압 : 말초 혈관 수축을 감소시켜 혈압을 낮추는 역할을 한다.
- 전립선 비대증 : 전립선 내 민무늬근을 이완시켜 배뇨를 완화시킨다.

#### α2아드레날린 수용체
α 2 수용체는 Gi / o 단백질에 결합된다. 예를 들어 노르 에피네프린 (NE)에 부정적인 반응을 일으키는 시냅스 전 수용체이다. NE가 시냅스로 방출 될 때, 그것은 α 2 수용체를 피드백하여 시냅스 전 뉴런으로부터의 NE 방출을 줄인다. NE의 영향이 줄어 든다. 시냅스 후 아드레날린 성 뉴런의 신경 말단 막에는 α2 수용체도 있다.
α2 아드레날린 수용체는 Gi/O 단백질과 결합한다. 이것은 시냅스 수용체로서 노레피네프린(NE)에 대한 음성 피드백을 야기한다. NE가 시냅스로 방출되면 α2 아드레날린 수용체에 다시 공급되어 시냅스 전 뉴런에서 NE 방출이 감소한다. 이것은 NE의 효과를 감소시킨다. 시냅스 후 아드레날린 신경막에도 α2 아들레날린 수용체가 있다.
α2 아드레날린 수용체의 작용은 다음과 같다.
- 이자에서 감소된 인슐린 방출[15]
- 이자에서 글루카곤 방출 증가
- 위장관의 괄약근 수축
- 음성 피드백 뉴런의 시냅스 - 중추 신경계에서 노레파네프린 방출 억제
- 혈소판 응집 증가 (혈액 응고 경향 증가)
- 말초 혈관 저항 감소

α2 아드레날린 수용체의 작용제를 사용하여 다음을 치료할 수 있다.
- 고혈압 : 교감신경계의 혈압 상승 작용 감소

α2 아드레날린 수용체의 길항제는 다음을 치료하는데 사용될 수 있다.
- 발기부전 : 음경 민무늬근을 이완시키고 혈류를 완화시킨다.
- 우울증 : 노르에피네프린 분비를 증가시켜 기분을 좋게 한다.

### β 아드레날린 수용체
아형 비특이적 β 아드레날린 수용체의 작용제는 다음을 치료하는데 사용될 수 있다.
- 심부전 : 응급 상황에서 심박출량을 급격히 증가시킨다.
- 쇼크 : 심박출량을 증가시켜 혈액량을 증가시킨다.
- 과민증 : 기관지를 확장시킨다.

아형 비특이적 β 아드레날린 수용체의 길항제(베타 차단제)를 사용하여 다음을 치료할 수 있다.
- 부정맥 : 동방결절의 출력을 감소시켜 심장 기능을 안정화시킨다.
- 관상동맥질환 : 심박수 감소 및 이에 따른 산소 공급을 증가시킨다.
- 심부전[7][17]
- 갑상선 기능 항진증 : 말초 symphatetic hyperresponsiveness를 감소시킨다.
- 편두통 : 편두통의 두통 횟수 감소
- 무대 공포증 : 빠른맥과 떨림 감소
- 녹내장 : 안압 감소

#### β1아드레날린 수용체
β1 아드레날린 수용체의 작용은 다음을 포함한다.
- 신장의 사구체에서 레닌 분비 증가
- 신장에서 레닌 분비를 증가시킨다[18]
- 위로부터 그렐린 분비를 증가시킨다[19]

#### β2아드레날린 수용체
β2 아드레날린 수용체의 작용은 다음과 같다.
- 지방 조직의 지방분해[20]
- 골격근의 동화 작용[21][22]
- 자궁 이완
- 방광벽의 배뇨근 이완
- 동맥을 골격근으로 확장
- 글리코젠 분해 및 포도당신생합성
- 인슐린 분비[23]
- 괄약근 수축
- 비만 세포에서 히스타민 방출을 억제

β2 아드레날린 수용체의 작용제를 사용하여 다음을 치료할 수 있다.
- 천식 및 만성 폐쇄성 폐질환 : 기관지의 평활근을 이완시켜 기관지를 팽창시킴
- 고칼륨혈증
- 조산 : 자궁 평활근 수축 감소[24]

#### β3아드레날린 수용체
β3 아드레날린 수용체의 작용은 다음과 같다.
- 지방 조직의 지방 분해 증가
- 방광 이완

## 같이 보기
- 아드레날린성
- 아세틸콜린 수용체 (콜린성 수용체)

- 니코틴성 아세틸콜린 수용체
- 무스카린성 아세틸콜린 수용체

- 기전류(rheobase)
- 감마 운동 신경세포